# 칸타쿠지노스가
칸타쿠지노스가(중세 그리스어: Καντακουζηνός, 복수: Καντακουζηνοί)는 동로마 제국 후기에 제국의 가장 저명한 동로마 제국 귀족 가문 중 하나였다. 
칸타쿠지노스 가문은 제국에서 매우 부유한 가문였으며 여러 저명한 총독들과 장군들과 두 명의 동로마 제국 황제를 배출하였다. 칸타쿠지노스 가문은 팔레올로고스, 필라드로페노스, 아센 및 타르카네이오테스와 같은 다른 동로마 제국의 귀족 가문들과 광범위하게 결혼했다.

## 어원
동로마 제국 연구자인 콘스탄티노스 아만토스는 칸타쿠지노스의 어원이 스미르나 근처의 시필루스 산의 남쪽 지역인 쿠제나스에서 유래했다고 주장한다.

## 역사
칸타쿠지노스 가문은 알렉시오스 1세 콤니노스가 쿠만족을 상대로 전쟁을 벌였을 때 처음으로 등장한다. 콤니노스 왕조 시대에는 칸타쿠지노스 가문 구성원이 군인으로 입증되었다. 세바스토스 요안니스 칸타쿠지노스는 미리오케팔론 전투에서 전사하였으며 그의 손자일 것으로 추정되는 카이사르 요안니스 칸타쿠지노스는 이사키오스 2세의 누이인 이레네 앙겔리나와 결혼했다. 4차 십자군 시대에 칸타쿠지노스 가문은 제국에서 가장 위대한 지주 중 하나였다.
그들은 팔라이올로고스 왕조 시대에도 저명하게 살아남아 있었다. 미카일 칸타쿠지노스는 1308년에 모레아의 총독으로 임명되었고 그의 아들인 요안니스 6세는 그의 친우인 안드로니코스 3세를 보필하며 국정을 담당하였다. 1341년 안드로니코스 3세가 죽자, 섭정이였던 요안니스 6세는 결국 섭정단을 전복하려는 반대세력과의 내전에 응할 수밖에 없었다.  1347년 마침내 내전에서 승리하여  요안니스 5세와 공동황제가 되었다. 또한 요안니스 6세의 장남 마테오스 칸타쿠지노스도 포로로 잡혀 사임하기 전까지 공동 황제였다. 요안니스 6세의 작은 아들인 마누일 칸타쿠지노스는 1349년부터 1380년까지 모레아의 데스포티스였다. 요안니스 6세의 딸들 중에서 엘레나 칸타쿠지니는 요안니스 5세와 결혼했고, 마리아 칸타쿠지니는 에페이로스의 니키포로스 2세 오르시니와 결혼했으며, 테오도라 칸타쿠지니는 오르한 1세와 결혼했다.
마테오스 칸타쿠지노스의 두 아들인 요안니스 칸타쿠지노스와 데메트리오스 칸타쿠지노스는 잠시 모레아를 통치했다. 비교적 적은 문헌이 남아 있는 요안니스 칸타쿠지노스는 무자녀로 사망하였으며 수많은 후대의 칸타쿠지노스 가문원들과 역사학자 테오도르 스판두네스(Theodore Spandounes), 족보학자 위그스 부삭(Hugues Busac)의 아내는 마테오스에서 디미트리오스까지의 가계를 거슬러 올라간다고 일반적으로 믿어진다.

## 같이 보기
- 요안니스 5세
- 요안니스 6세
- 미하일 칸타쿠지노스
- 마테오스 칸타쿠지노스
- 동로마 제국
- 팔레올로고스 왕조
- 팔레올로고스 왕조 치하의 동로마 제국

## 추가 자료
- Donald M. Nicol, "The Byzantine Family of Kantakouzenos: Some Addenda and Corrigenda" Dumbarton Oaks Papers, 27 (1973), pp. 309-315